# Капітан Америка (фільм, 1990)
«Капітан Америка» (англ. «Captain America») — американський фантастичний бойовик 1990 року режисера Альберта П'юна.

## Сюжет
Італійські фашисти вели інтенсивні дослідження в області створення нового типу людини, що володіє надприродними здібностями. Перший примірник, названий «Червоний Череп», в силу ряду причин опинився і останнім. Доктор Марія Вассел, яка працювала в цій галузі, зуміла перебратися в США, де продовжила дослідження. Незабаром американці отримали і свою суперлюдину. Як і його прототип, він теж виявився єдиним. Великодосвідчений «Червоний Череп», що плете мережі міжнародної змови, і безстрашний «Капітан Америка» вступають в смертельний поєдинок.

## У ролях
- Метт Селінджер — Стів Роджерс / Капітан Америка
- Ронні Кокс — Том Кімбал
- Нед Бітті — Сем Колаветц
- Даррен Макгевін — Генерал Флемінг
- Майкл Нурі — Підполковник Луїс
- Скотт Полін — Червоний Череп / військовий лікар
- Кім Джиллінґем — Берніс Стюарт / Шарон
- Мелінда Діллон — місіс Роджерс
- Білл Мумі — молодий Генерал Флемінг
- Франческа Нері — Валентина де Сантіс
- Карла Кассола — доктор Марія Васеллі
- Массіміліо Массімі — Тадзіо де Сантіс
- Вейд Престон — Джек
- Норберт Вайссер — Аляскинський інспектор
- Геретт Ретліф Генсон — молодий Том Кімбал
- Бернарда Оман — мати Тадзіо
- Тонко Лонза — наставник Тадзіо
- Паор Гальяно — фашистський генерал
- Мілан Крістофіч — нацистський генерал 1
- Антун Наліс — старий ремонтник
- Маріо Ковач — ремонтник
- Зоран Покупеч — імплантат доктор
- Катрін Фаррелл — Роз
- Міа Беговіч — молода італійка
- Матко Рагуз — чоловік італійки
- Дональд Стенден — охоронець Червоного Черепа
- Драгана Жігіч — молодий італієць
- Раффаель Буранеллі — молодий італієць
- Роберт Егон — молодий італієць
- Ігор Сердар — молодий італієць
- Гарі Еппер — містер Ерліх
- Соня Грегус — боєць опору
- Рене Медвесек — боєць опору
- Деметр Бітенц — промисловець
- Релья Башіч — промисловець
- Велемір Гітіл — промисловець
- Драго Клобучар — промисловець
- Гордан Пікульян — промисловець
- Френк Папія — фельдшер
- Томас Бітті — молодий Сем Колаветц
- Джон Бітті — ветеран війни
- Енн Белл — мати Тома Кімбала
- Янн Карл — диктор
- Герда Шеперд — медсестра
- Бет Енн Бауен — дівчина на пляжі
- Крістофер Вітні — хлопець на пляжі
- Мустафа Надаревич — батько Тадзіо
- Едіта Ліповсек — тітка Тадзіо
- Любіца Дуймовіч — бабуся Тадзіо
- Альдо Галлеацці — німецький учений
- Славко Сестак — німецький учений
- Петар Томач — італійський торговець
- Бруно Грдадольнік — італійський торговець
- Джуліо Маріні — нацистський генерал 2
- Фей Фінвер — лаборант
- Френк Фінвер — лаборант
- Пітер Малрін — лаборант
- Тандер Поттер — бойскаут
- Сара Вассон — маленька дівчинка
- Скотт Дель Амо — батько Тома Кімбала
- Роберт Рейтмеєр — музикант
- Джон С. Рейнольдс — музикант
- Лі Вестенгофер — музикант
- Майк Джонсон — музикант
- Джейсон Брукс — Spa man 1 (в титрах не вказаний)
- Роберт Геммонд — Nazi Soldier (в титрах не вказаний)
- Свен Медвесек — Pietro (в титрах не вказаний)

## Цікаві факти
- Серед акторів, яких запрошували на роль Стіва Роджерса, були Дольф Лундгрен і Арнольд Шварценеггер. Але Лундгрен знімався в іншому фільмі про героя коміксів — «Карателя», а Шварценеггер не підійшов через свій німецький акцент.